# Efficienza luminosa
L'efficienza luminosa o più correttamente efficacia luminosa di una sorgente di luce è il rapporto tra il flusso luminoso (emissione luminosa percepibile espressa in lumen) e la potenza elettrica assorbita dalla rete elettrica, espressa in watt. Dimensionalmente si esprime quindi in lumen/watt.
Il flusso luminoso è definito in base alla peculiare risposta ai diversi colori dell'occhio umano medio, rappresentabile con una ben definita curva di sensibilità alle lunghezze d'onda dello spettro della luce visibile. Una lampadina può emettere radiazione anche al di fuori della banda visibile: nell'infrarosso e nell'ultravioletto. Questi due termini vengono inclusi nella potenza del flusso radiante (che considera tutto lo spettro di emissione) ma non contribuiscono alla percezione di luminosità. Una lampada ha una più alta efficienza luminosa quanto più è in grado di emettere una gamma di radiazione adatta alla percezione umana, ovvero con una distribuzione spettrale di potenza limitata entro l'intervallo dello spettro visibile e intorno alla lunghezza d'onda di 555 nm a cui corrisponde la massima sensibilità del nostro occhio.

## Efficacia ed efficienza luminosa
Nel mondo anglosassone è invalsa la distinzione tra efficacia luminosa (efficacy) ed efficienza luminosa. Entrambe le grandezze si esprimono in lumen/watt. La terminologia d'uso nella lingua italiana è più lasca e usa spesso efficienza ed efficacia come sinonimi. In realtà, sia in italiano sia in inglese, numerosi rapporti e pubblicazioni tecnico-scientifiche fanno un uso piuttosto disinvolto dei due termini: efficacy si trova dove si dovrebbe utilizzare efficiency, e al contrario efficienza compare dove sarebbe appropriato usare efficacia. Il Sistema Internazionale ha ridefinito (anno 2020) l'efficacia luminosa e il lumen dalla relazione 683,000 lm = 1 W di potenza di radiazione luminosa monocromatica con frequenza 540 × 1012 Hz, frequenza che corrisponde alla massima sensibilità fotopica dell'occhio. In passato la costante risultava 683,002. Va qui notato come il Bureau international des poids et mesures adotti le dizioni di efficacité lumineuse (in lingua francese) e luminous efficacy (in lingua inglese), mentre il termine efficienza non viene mai utilizzato.
La differenza tra efficienza ed efficacia si può comprendere quando si considerano tutti i fenomeni che occorrono nella trasformazione dell'energia elettrica in flusso luminoso. Le moderne lampadine possono essere dotate - al loro interno o come elemento a sé stante - di un alimentatore o un trasformatore. L'uscita di questo dispositivo è connessa alla sorgente di luce vera e propria, sia essa fluorescente a LED o altro. A sua volta la sorgente emette luce su un suo spettro caratteristico (produce il flusso radiante), ma produce anche calore che si perde infine nell'involucro della lampada per conduzione e convezione. Il calore perso ovviamente non produce luce. È quindi evidente che, a causa delle perdite in calore dell'eventuale alimentatore e della stessa sorgente, il flusso radiante (ossia la potenza radiante) non eguaglia la potenza elettrica assorbita dalla lampada ma è sempre minore di essa. Il primo fattore che contribuisce all'efficienza complessiva è quindi quello di conversione da potenza elettrica a potenza radiante. Il secondo fattore è quello di efficacia luminosa o per così dire spettrale che tiene conto della curva di sensibilità dell'occhio e che dipende unicamente dalla distribuzione della potenza radiante tra le diverse lunghezze d'onda, ossia tra i diversi colori.
A rigore l'efficienza luminosa è il rapporto tra il flusso luminoso e la potenza elettrica con cui si alimenta la sorgente di luce. L'efficacia luminosa è il rapporto tra flusso luminoso e flusso radiante. Per quanto detto l'efficienza sarà sempre minore dell'efficacia. Nella pratica corrente è d'uso indicare l'efficienza di una lampadina, che è poi ciò che interessa maggiormente.
Le due definizioni possono portare a differenze di poco conto. Le vecchie lampadine a filamento avevano il bulbo riempito di gas inerte (argon, kripton o con alogenuri) anche per minimizzare i termini di conduzione e convezione di calore interni al bulbo, e per massimizzare quello di irraggiamento. Pertanto la potenza elettrica veniva trasformata pressoché integralmente in potenza radiante. Nonostante ciò l'efficacia luminosa era molto bassa dato che gran parte dell'emissione luminosa (con un spettro approssimabile con quello di corpo nero) avveniva nell'infrarosso. Nei moderni LED la trasformazione da potenza elettrica a potenza radiante avviene con rendimento del 50-70%, ma la distribuzione spettrale è concentrata nel campo della luce visibile dove vi è alta efficacia luminosa. Ne risulta che anche l'efficienza riferita alla potenza elettrica risulta comunque alta.

## Definizione matematica

Efficacia luminosa spettrale normalizzata V(λ).
Sensibilità fotopica in rosso, sensibilità scotopica in blu.

L'efficacia luminosa, indicata con K, è definita dalla relazione
{\displaystyle K={\frac {\Phi _{\mathrm {v} }}{\Phi _{\mathrm {e} }}}={\frac {\int _{0}^{\infty }K(\lambda )\Phi _{\mathrm {e} }(\lambda )\,\mathrm {d} \lambda }{\int _{0}^{\infty }\Phi _{\mathrm {e} }(\lambda )\,\mathrm {d} \lambda }},}
dove Φv è il flusso luminoso in lumen, Φe è il flusso radiante, Φe(λ) è la distribuzione spettrale del flusso radiante nelle diverse lunghezze d'onda λ, K(λ) è l'efficacia luminosa spettrale nelle diverse lunghezze d'onda λ. Per comodità si pone K(λ)= KmV(λ) con Km = costante = 683 lm/W e V(λ) è la funzione con valore massimo di 1 per λ=555 nm (la lunghezza d'onda della luce di frequenza 540 × 1012 Hz) che rappresenta la sensibilità relativa fotopica della visione umana. Nell'immagine a fianco la curva che rappresenta V(λ), con massimo normalizzato a 1, è quella in rosso. L'altra curva in blu, di sensibilità scotopica, non viene qui utilizzata poiché si riferisce alla sensibilità dell'occhio in condizioni di illuminazione molto bassa, quando sono attivi i soli bastoncelli della retina.

## Sorgenti luminose con radiazione di corpo nero

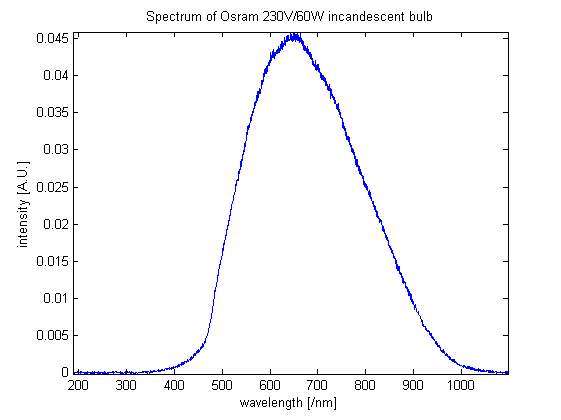
Spettro di emissione di una lampadina a incandescenza da 60 W

Efficacia luminosa di corpo nero in relazione alla sua temperatura

Le sorgenti di luce basate sul riscaldamento di un filamento, ossia le lampadine a incandescenza e quelle cosiddette alogene, hanno uno spettro di emissione nelle diverse lunghezze d'onda e un'efficacia luminosa approssimabili con quelli di corpo nero. I limiti tecnici di durata del filamento obbligano a farlo operare a temperature tra 2 700 e 3 200 kelvin. In queste condizioni il massimo dell'emissione spettrale misurato si attesta su lunghezze d'onda tra 650 nm e 970 nm. La radiazione di un corpo nero a 3 000 kelvin, secondo la legge di Wien, presenta il massimo attorno a 965 nm. La differenza tra i casi reali e la teoria è dovuta principalmente all'emissività del filamento di tungsteno che si riduce all'aumentare della lunghezza d'onda. Tuttavia tale discrepanza ha effetto trascurabile giacché V(λ) vale circa 0,1 a λ=650 nm, è minore di 0,03 per λ>670 nm e si riduce a zero per λ oltre i 700 nm. In pratica l'efficacia luminosa di una lampada a filamento è ben rappresentata dall'efficacia che avrebbe un corpo nero alla stessa temperatura. La curva dell'efficacia luminosa di corpo nero, mostrata in figura, indica che una sorgente a 2 700 kelvin (come le lampadine a incandescenza da 40 W e 60 W) può raggiungere un'efficacia luminosa attorno ai 12,5 lm/W; un'alogena che opera a 3 100 kelvin può arrivare a 27 lm/W. Questi valori sono in buon accordo con l'efficienza misurata su lampade commerciali. In conclusione la tecnologia a filamento non può oltrepassare dei limiti molto bassi di efficacia ed efficienza luminosa.

## Esempi
L'efficienza delle lampadine a incandescenza per uso domestico (bulbo trasparente, potenze tra 40 W e 100 W, alimentate a tensione di rete 230 V) si situano nell'intervallo tra 10,4 e 13,5 lm/W (lumen/watt). Le lampadine alogene possono arrivare a 20 lm/W per modelli lineari di potenza 220-500 W a tensione di rete, e sino a 24-25 lm/W per potenze superiori. Le alogene a bassa tensione (12 V) arrivano a 26-27 lm/W. Le lampadine fluorescenti, cosiddette "a risparmio energetico" rispetto a quelle a filamento, possono superare i 90 lm/W. Le lampadine a LED hanno efficienze ancora più alte e che continuano a incrementarsi col migliorare delle tecnologie. Le LED più efficienti per applicazioni domestiche arrivano a 210 lm/W, quelle per illuminazione stradale dai 165 lm/W in su. Studi sull'evoluzione del settore condotti dal Department of Energy statunitense e dall'Unione europea prevedevano già dal 2015 un ingresso al 2020 nel mercato consumer di LED a luce bianca con efficienza di almeno 200 lm/W, discreta resa dei colori (CRI > 80) e costi di produzione contenuti.
La tabella seguente elenca l'efficienza luminosa delle varie sorgenti di luce. In essa si è indicata l'efficienza luminosa in  lumen/watt riferita all'input elettrico, che combina già in sé sia l'efficienza di conversione da potenza elettrica a potenza radiante su tutto lo spettro, sia l'efficacia luminosa dovuta alla particolare distribuzione in lunghezze d'onda di ogni sorgente di luce. La colonna efficienza luminosa espressa in percentuale è riferita a una sorgente ideale in cui tutta la potenza elettrica sia trasformabile in luce con unica lunghezza d'onda di 555 nm e pertanto con l'efficacia luminosa di 683 lumen/watt sancita dal Sistema Internazionale di misura.
| Categoria         | Tipo                                                                | Efficienza luminosa (lm/W) | Efficienza luminosa (percentuale) |
| ----------------- | ------------------------------------------------------------------- | -------------------------- | --------------------------------- |
| Combustione       | Candela                                                             | 0,3                        | 0,04                              |
| Combustione       | Lampada a gas                                                       | 2                          | 0,3                               |
| Incandescente     | 100 W tungsteno, incandescente (230 V)                              | 13,5                       | 2,0                               |
| Incandescente     | 200 W tungsteno, incandescente (230 V)                              | 14,7                       | 2,2                               |
| Incandescente     | 105 W tungsteno, alogena E27 (230 V)                                | 18,1                       | 2,7                               |
| Incandescente     | 240 W tungsteno, alogena R7s (230 V)                                | 20,4                       | 3,0                               |
| Incandescente     | 400 W tungsteno, alogena R7s (230 V)                                | 22,0                       | 3,2                               |
| Incandescente     | 1000 W tungsteno, alogena E40 (230 V)                               | 24,0                       | 3,5                               |
| Incandescente     | 5 W tungsteno, incandescente (120 V)                                | 5                          | 0,7                               |
| Incandescente     | 40 W tungsteno, incandescente (120 V)                               | 12,6                       | 1,9                               |
| Incandescente     | 100 W tungsteno, incandescente (120 V)                              | 17,5                       | 2,6                               |
| Incandescente     | 2,6 W tungsteno, alogena                                            | 19,2                       | 2,8                               |
| Incandescente     | 60 W tungsteno, alogena, quarzo GY6.35 (12 V)                       | 28,3                       | 4,1                               |
| Incandescente     | Lampade per fotografia e riflettori                                 | 35                         | 5,1                               |
| LED               | LED bianco (commerciali e prototipi)                                | 100–300                    | 15–44                             |
| LED               | LED attacco E27 4 W equiv. a 40 W (2020)                            | 135                        | 19,9                              |
| LED               | LED attacco E27 6 W equiv. a 60 W (2018)                            | 134                        | 19,7                              |
| LED               | LED attacco E27 4 W equiv. a 60 W (2021)                            | 210                        | 30,7                              |
| LED               | LED attacco E27 10 W equiv. a 100 W (2019)                          | 152                        | 22,3%                             |
| Lampada ad arco   | Lampada allo xeno                                                   | 30–50                      | 4,4–7,3                           |
| Lampada ad arco   | Lampade a mercurio-xeno                                             | 50–55                      | 7,3–8,0                           |
| Fluorescente      | 9–26 W fluorescente compatta                                        | 57–72                      | 8–11                              |
| Fluorescente      | T12 tubo fluorescente con ballast magnetico                         | 60                         | 9                                 |
| Fluorescente      | T5 tubo fluorescente                                                | 70–100                     | 10–15                             |
| Fluorescente      | T8 tubo fluorescente                                                | 80–100                     | 12–15                             |
| Lampada a scarica | 1400 W Lampada allo zolfo                                           | 100                        | 15                                |
| Lampada a scarica | Lampada ai vapori di alogenuri metallici                            | 65–115                     | 9,5–17                            |
| Lampada a scarica | Lampada a vapori di sodio (alta pressione)                          | 85–150                     | 12–22                             |
| Lampada a scarica | Lampada a vapori di sodio (bassa pressione)                         | 100–200                    | 15–29                             |
| Massimo teorico   | Luce monocromatica verde 540x1012 Hz, lunghezza d'onda 555 nm circa | 683,000                    | 100                               |

## Efficienza relativa all'emissione di luce bianca
Va rimarcato come l'efficienza luminosa percentuale rispetto a quella massima teorica ha una relativa utilità: è riferita a un'emissione di luce di colore verde per la quale l'occhio umano ha più alta sensibilità. Per luce percepibile come bianca è stato dimostrato che la massima efficienza luminosa raggiungibile è assai più bassa ed è in relazione alla qualità del bianco che si intende ottenere, quantificata attraverso il cosiddetto Color Rendering Index (CRI, in italiano indice di resa cromatica). Un CRI del 100% corrisponde a uno spettro di emissione continuo su tutti i colori visibili e con una loro distribuzione pari a quella di corpo nero (o comunque indistinguibile da esso per l'occhio umano). Un CRI molto basso è indizio di un falso bianco, ottenuto da una miscela di poche lunghezze d'onda, che non appare come luce colorata, tuttavia falsa la resa cromatica. Le massime efficienze luminose per sorgenti bianche a 4 000 kelvin risultano di 418 lm/W, 403 lm/W, 389 lm/W e 253 lm/W nei quattro casi in cui CRI=70%, CRI=80%, CRI=90% e CRI=99%. Le sorgenti luminose fluorescenti e a LED commerciali con qualità cromatica del bianco idonea agli usi domestici e civili hanno un CRI almeno dell'80%. Pertanto le efficienze luminose percentuali in tabella, se riferite al più corretto massimo ottenibile di 403 lm/W della luce bianca con CRI ≥ 80%, andrebbero ulteriormente moltiplicate di un fattore 1,69.